# Wiedemannia rivulorum
Wiedemannia rivulorum är en tvåvingeart som beskrevs av Wagner 1990. Wiedemannia rivulorum ingår i släktet Wiedemannia och familjen dansflugor.
Artens utbredningsområde är Österrike. Inga underarter finns listade i Catalogue of Life.